# Nguyễn Ngọc Nại
Nguyễn Ngọc Nại (có tài liệu ghi Nguyễn Văn Nại; ?-1947) là đội trưởng đội du kích Hồng Hà, một đội du kích của các xã ven sông Hồng ở phía Hà Nội. Trong 60 ngày đêm Hà Nội chiến đấu chống lại quân Pháp kể từ khi Toàn quốc kháng chiến bùng nổ, đội du kích làm nhiệm vụ liên lạc, tiếp tế cho các đơn vị tại Liên khu I. Ngày 18 tháng 2 năm 1947, đội du kích Hồng Hà đã thực hiện trận đánh cảm tử chống lại một lực lượng áp đảo của quân đội Pháp có tàu chiến yểm trợ trên bãi Nghi Tàm để bảo vệ cho Trung đoàn Thủ đô rút lui qua gầm cầu Long Biên. Gần như toàn bộ đội du kích trong đó có Nguyễn Ngọc Nại đã tử trận ngày 19 tháng 2 năm 1947.
Hiện nay ông và các đồng đội đang yên nghỉ tại nghĩa trang liệt sỹ xã Xuân Canh, huyện Đông Anh.
Năm 1996, Đội du kích Hồng Hà của Nguyễn Ngọc Nại được Nhà nước Việt Nam truy tặng danh hiệu Anh hùng lực lượng vũ trang nhân dân. Tên ông được đặt cho một phố ở Quận Thanh Xuân, Hà Nội (song song với phố Hoàng Văn Thái và vuông góc với phố Vương Thừa Vũ).